# Giáo phận Ubon Ratchathani
Giáo phận Ubon Ratchathani (tiếng Thái: สังฆมณฑลอุบลราชธานี; tiếng Latinh: Dioecesis Ubonratchathaniensis) là một giáo phận của Giáo hội Công giáo Rôma ở Thái Lan. Lãnh đạo đương nhiệm của giáo phận là Giám mục Philípphê Banchong Chaiyara.

## Địa giới
Địa giới giáo phận bao gồm 7 tỉnh: Amnat Charoen, Maha Sarakham, Roi Et, Sisaket, Surin, Ubon Ratchathani và Yasothon ở Thái Lan.
Tòa giám mục và Nhà thờ chính tòa Đức Mẹ vô nhiễm nguyên tội của giáo phận được đặt tại thành phố Ubon Ratchathani.
Giáo phận được chia thành 60 giáo xứ.

## Lịch sử
Hạt Đại diện Tông tòa Ubon được thành lập vào ngày 7/5/1953 theo tông sắc Nos quibus của Giáo hoàng Piô XII trên phần lãnh thổ tách ra từ Hạt Đại diện Tông tòa Thare (nay là Tổng giáo phận Thare và Nonseng).
Vào ngày 22/3/1965 một phần lãnh thổ giáo phận được tách ra để thành lập Hạt Đại diện Tông tòa Nakhorn-Rajasima (nay là Giáo phận Nakhon Ratchasima).
Vào ngày 18/12 cùng năm, Hạt Đại diện Tông tòa được nâng cấp thành một giáo phận theo tông sắc Qui in fastigio của Giáo hoàng Phaolô VI.
Vào ngày 2/7/1969 giáo phận đã đổi tên thành như hiện tại theo nghị định Cum Excellentissimus của Bộ Truyền giáo.

## Giám mục quản nhiệm
Các giai đoạn trống tòa không quá 2 năm hay không rõ ràng bị loại bỏ.
- Claude-Philippe Bayet, M.E.P. † (7/3/1953 - 13/8/1969 từ nhiệm[1])
- Claude Germain Berthold, M.E.P. † (9/4/1970 - 24/5/1976 từ nhiệm)
- Micae Bunluen Mansap † (21/5/1976 - 25/3/2006 về hưu)
- Philípphê Banchong Chaiyara, C.SS.R., từ 25/3/2006

## Thống kê
Đến năm 2020, giáo phận có 24.609 giáo dân trên dân số tổng cộng 7.918.291, chiếm 0,3%.
| Năm  | Dân số   | Dân số    | Dân số | Linh mục      | Linh mục       | Linh mục      | Linh mục                | Phó tế | Tu sĩ     | Tu sĩ    | Giáo xứ |
| Năm  | giáo dân | tổng cộng | %      | linh mục đoàn | linh mục triều | linh mục dòng | tỉ lệ giáo dân/linh mục | Phó tế | nam tu sĩ | nữ tu sĩ | Giáo xứ |
| ---- | -------- | --------- | ------ | ------------- | -------------- | ------------- | ----------------------- | ------ | --------- | -------- | ------- |
| 1970 | 12.706   | 3.900.000 | 0,3    | 3             | 3              |               | 4.235                   |        | 3         | 130      | 20      |
| 1980 | 17.291   | 6.392.242 | 0,3    | 26            | 5              | 21            | 665                     |        | 24        | 126      | 57      |
| 1990 | 20.371   | 6.967.970 | 0,3    | 34            | 17             | 17            | 599                     |        | 24        | 134      |         |
| 1999 | 23.590   | 7.573.620 | 0,3    | 35            | 24             | 11            | 674                     |        | 14        | 143      | 25      |
| 2000 | 24.310   | 7.725.668 | 0,3    | 35            | 24             | 11            | 694                     |        | 14        | 148      | 25      |
| 2001 | 24.760   | 7.770.793 | 0,3    | 37            | 27             | 10            | 669                     |        | 12        | 154      | 22      |
| 2002 | 24.967   | 7.838.608 | 0,3    | 40            | 30             | 10            | 624                     |        | 12        | 146      | 22      |
| 2003 | 25.201   | 7.841.117 | 0,3    | 42            | 32             | 10            | 600                     |        | 12        | 156      | 24      |
| 2004 | 25.571   | 7.921.032 | 0,3    | 42            | 32             | 10            | 608                     |        | 12        | 161      | 55      |
| 2010 | 26.242   | 7.785.113 | 0,3    | 40            | 32             | 8             | 656                     |        | 13        | 169      | 58      |
| 2014 | 25.905   | 8.010.073 | 0,3    | 40            | 31             | 9             | 647                     |        | 12        | 135      | 60      |
| 2017 | 25.201   | 7.916.177 | 0,3    | 42            | 32             | 10            | 600                     |        | 13        | 132      | 60      |
| 2020 | 24.609   | 7.918.291 | 0,3    | 40            | 36             | 4             | 615                     |        | 7         | 146      | 60      |